# Quatre Livres sur les proportions

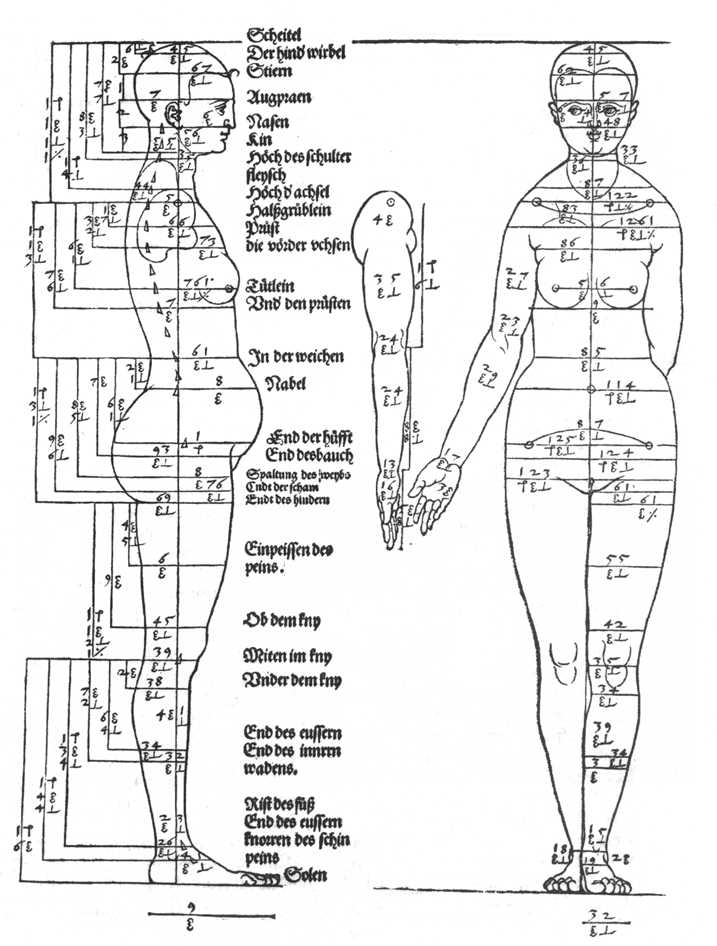
Études sur les proportions du corps féminin.

Les Quatre Livres sur les proportions (Vier Bücher von Menschlicher Proportion en allemand), sont des ouvrages datant de 1528, regroupant le travail de l'artiste de la Renaissance allemande Albrecht Dürer (1471-1528) sur les proportions corporelles.
Ils contribuèrent à importer dans l'espace germanique la théorie des proportions du corps humain développé dans les travaux des artistes de l'Antiquité et de la Renaissance italienne.

## Histoire
Déjà artiste accompli, Dürer se rend en Italie en 1494 et rencontre Jacopo de' Barbari, qui lui-même connaissait les études de Léonard de Vinci en la matière, qui l'initie au rôle des mathématiques dans la perspective et à l'étude des proportions du corps humain. L'influence de Barbari dans l'art des proportions est soulignée par Dürer lui-même en 1523 dans le projet de dédicace à Willibald Pirckheimer qu'il rédige pour son traité : il indique en effet que Barbari est, avec les écrits de Vitruve, l'une de ses principales sources pour l'étude des proportions.
Dürer se plonge alors dans les Éléments d'Euclide, dans le théorème de Pythagore et dans le traité De architectura de Vitruve. Il s'instruit aussi dans le De Statua de Leone Battista Alberti et dans le De Divina Proportione de Luca Pacioli, agrémenté de soixante illustrations de Léonard de Vinci.
Il met en pratique ses nouvelles connaissances dans ses œuvres artistiques : par exemple, pour construire sa gravure Adam et Ève, il prépare son œuvre par un faisceau de droites et de cercles. Il analyse et développe la nouvelle théorie de la perspective notamment dans ses illustrations pour La Vie de la Vierge.
Bien que se plaignant de son manque d'éducation classique formelle, Dürer est très intéressé par les questions intellectuelles et a beaucoup appris de son ami d'enfance Willibald Pirckheimer, avec lequel il a eu des échanges sur le projet des Quatre Livres. Il tire également une grande satisfaction de ses amitiés et de sa correspondance avec Érasme et d'autres universitaires.
Ce projet occupe Dürer pendant trois décennies et fait l'objet de nombreux projets dessinés. Il souhaite créer un système, une méthode pratique permettant de capturer la beauté et l'équilibre de la nature, et notamment du corps humain, par des formules mathématiques. On pense alors que la création divine suit un plan secret qu'il faut percer. Ce travail incessant pour atteindre la perfection des proportions, notamment dans la gravure, donne lieu à des formules qui ne se stabilisent que progressivement.
Les premières tentatives d'études des proportions idéales faites par Dürer se fondent sur celles de la nudité féminine, une relative nouveauté au nord des Alpes. Ainsi le burin Les Quatre Sorcières de 1497, s'attache à représenter des dames nues, vues de chaque côté, comme pour rivaliser avec la sculpture. Le corps n'est pas encore idéalisé dans ses proportions, même si une recherche d'équilibre apparait déjà. Cet attachement à la représentation harmonieuse du corps humain s'accroit surtout après le premier voyage en Italie de l'artiste, en relation avec les connaissances antiques qu'il engrange dès lors. Ses grands nus gravés, fondés sur les idéaux antiques, en sont les conséquences directes (Le Monstre marin, La Tentation du paresseux, Némésis).
Dürer nourrit une ambition profonde. Il veut dégager une méthode rationnelle, la théoriser et la diffuser librement pour marquer durablement les conditions de la création artistique, dans une quête d'illustration personnelle autant que d'altruisme. Il se met dès lors à travailler à un traité, un manuel dédié aux apprentis peintres, présentant une méthode pour la représentation des hommes, des chevaux ou encore des bâtiments. 
Fruit d'un long travail, cet ouvrage, dont la publication était prévue en 1523, est publié à titre posthume, six mois après sa mort, en 1528. Il est publié en allemand sur la commande de sa femme Agnes Dürer et la même année dans la traduction latine de Joachim Camerarius l'Ancien, édition qui lui permet une large diffusion. 
Dürer laisse derrière lui près de mille cinq cents pages de réflexions, d'expérimentations et de formulations artistiques, accompagnés de gravures sur bois destinées à rendre plus accessible un discours complexe, restant cependant difficile à mettre en pratique, et qui, malgré les réimpressions, ne connut pas une grande fortune : les Quatre Livres connaissent toutefois un grand succès auprès des artistes et du public lettré et font l'objet de multiples rééditions et traductions en plusieurs langues européennes ;  la publication de 1613 reprend le texte et la mise en page de la première édition française (Paris, Charles Périer, 1557) en incluant des copies fidèles des bois originaux de Dürer.

## Description
Le premier livre est principalement composé en 1512-1513 et achevé en 1523, montrant cinq types de constructions différentes de personnages masculins et féminins, toutes les parties du corps exprimées en fractions de la taille totale. Dürer base ces constructions à la fois sur Vitruve et sur des observations empiriques de « deux à trois cents personnes vivantes », selon ses propres mots.
Le deuxième livre comprend huit autres types, décomposés non pas en fractions, mais selon un système purement mathématique de Leon Battista Alberti selon lequel chaque membre du corps est une fraction d'une unité et y correspond par ses proportions, que Dürer a probablement appris du De harmonica mundi totius de Francesco di Giorgio Martini de 1525.
Dans le troisième livre, il exprime des principes par lesquels les proportions des figures peuvent être modifiées, y compris la simulation mathématique des miroirs convexes et concaves ; il y traite également de la physiognomonie humaine. Le quatrième livre est consacré à la théorie du mouvement.
En annexe au dernier livre, se trouve un essai autonome sur l'esthétique, sur lequel Dürer a travaillé entre 1512 et 1528, où il expose notamment ses théories concernant la « beauté idéale ».

## Arguments

### Proportions

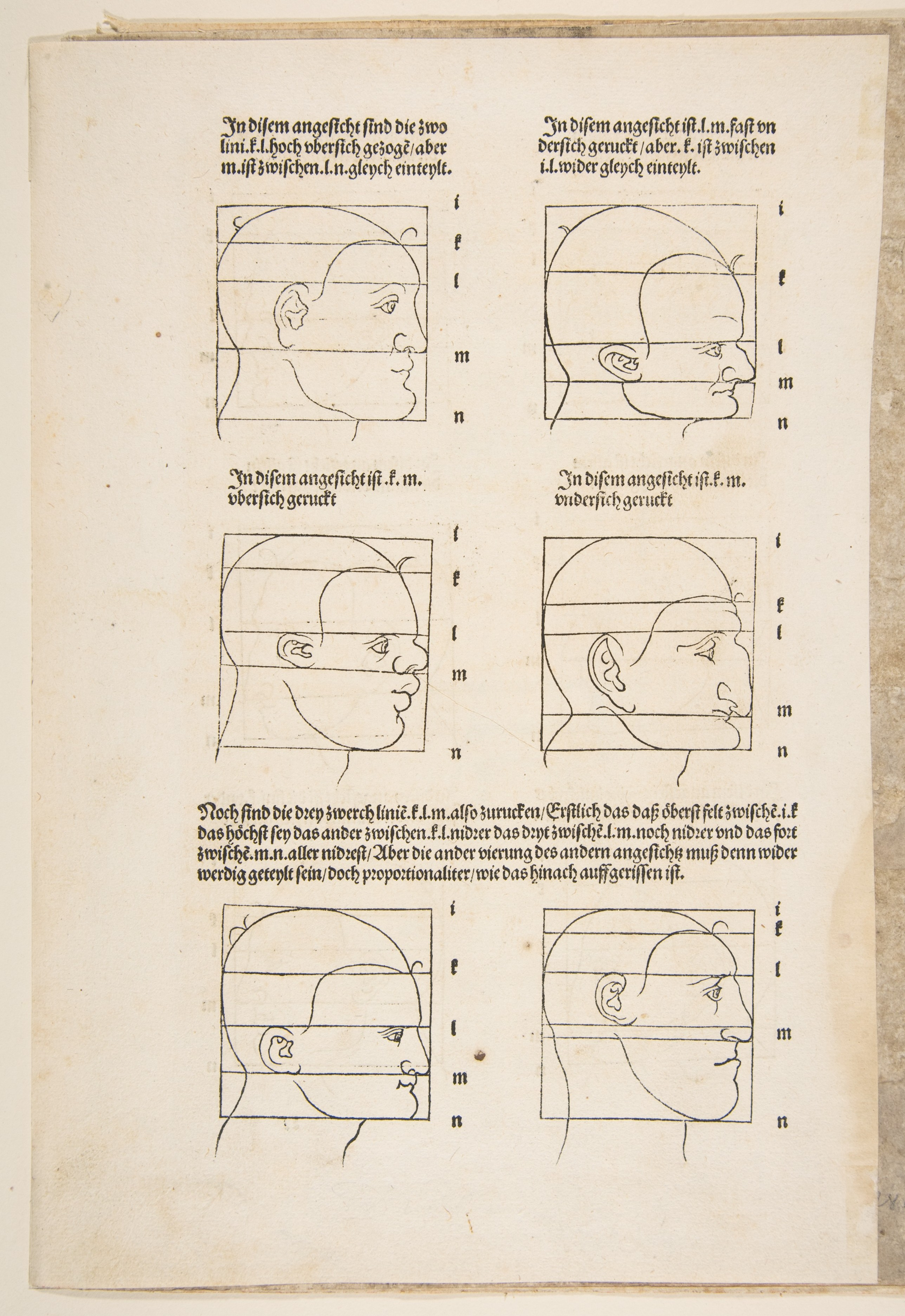
Illustration et texte des Quatre Livres sur les proportions.

Dürer ne se contente pas du canon développé par Vitruve, qui suppose que la taille d'un corps humain doit contenir huit fois la hauteur de sa tête, mais propose de varier les types de proportions et complète son traité de figures plus trapues et plus allongées qui mesurent, respectivement, sept, neuf et dix fois la hauteur de leur tête.
Dürer voit un potentiel pédagogique dans l'étude de proportions exagérées. Ainsi, en divisant un visage en quatre secteurs horizontaux, il peut montrer que le changement de leur largeur permet un grand nombre de variations physionomiques. Très attentif à la représentation des corps en mouvement, Dürer accorde également une place importante à leurs déformations en perspective.

### Beau
Dürer rejette le concept d'Alberti d'une beauté objective, proposant une notion relativiste de la beauté basée sur la variété. Néanmoins, il croit toujours que la vérité est cachée dans la nature et qu'il existe des règles qui ordonnent la beauté, même s'il a du mal à définir les critères d'un tel code. En 1512-13, ses trois critères sont la fonction (Nutz), l'approbation naïve (Wohlgefallen) et le juste milieu (Mittelmass). Cependant, contrairement à Alberti et Léonard de Vinci, Dürer est plus troublé par la compréhension, non seulement des notions abstraites de beauté, mais aussi de la façon dont un artiste peut créer de belles images. Entre 1512 et le projet final en 1528, la croyance de Dürer se développe d'une compréhension de la créativité humaine comme spontanée ou inspirée à un concept de « synthèse sélective vers l'intérieur ». En d'autres termes, qu'un artiste s'appuie sur une richesse d'expériences visuelles pour imaginer de belles choses. Sa croyance dans les capacités d'un seul artiste plutôt que dans l'inspiration l'incite à affirmer qu'« un homme peut dessiner quelque chose avec son stylo sur une demi-feuille de papier en une journée, ou peut le couper en un petit morceau de bois avec son petit fer, et il s'avère meilleur et plus artistique que le travail d'un autre auquel son auteur travaille avec la plus grande diligence pendant une année entière ».

## Éditions
- (de) Albrecht Dürer, Hierinn sind begriffen vier Bucher von menschlicher Proportion durch Albrechten Durer von Nurerberg, Hieronymus Andreae Formschneider, 1528 (lire en ligne).
- (de) Albrecht Dürer, Albrecht Dürer: Vier Bücher von menschlicher Proportion (1528). Mit einem Katalog der Holzschnitte herausgegeben, kommentiert und in heutiges Deutsch übertragen von Berthold Hinz, Akademie Verlag, 2011, doi.org/10.1524/9783050089676